# Улрих II Цељски
Улрих II Цељски (Цеље, 16. фебруар 1406 — Београд, 9. новембар 1456) је био последњи Цељски гроф.
Био је син Фридриха II и Елизабете Франкопан. Гроф Улрих II се 1433. године, оженио Катарином Бранковић, кћерком српског деспота Ђурђа Бранковића са којом је имао троје деце, која су умрла пре њега.
У тренутку смрти био је генерал-капетан и де факто намесник Угарске, бан (гувернер) Славоније, Хрватске и Далмације и феудалац пространих поседа на територији данашње Словеније, Хрватске, Босне, Аустрије и Словачке. Био је и претендент на босански престо. Убили су га агенти породице Хуњади под непознатим околностима, што је Мађарску гурнуло у грађанске немире који су годину дана касније разрешени изненадном смрћу краља Ладислава V Постхумног и избором Матије Корвина, сина војводе Јаноша Хуњадија и Улриховог зета, за краља. Улрихове поседе у Светом римском царству наследио је цар Фридрих III, док су његови поседи у Угарској враћени круни.

## Биографија
Улрих II је био син грофа Фридриха II Цељског и његове жене грофице Елизабете, потомак хрватске племићке породице Франкопана и унука Франческа I да Карара, господара Падове. Мало се зна о његовој младости. 20. априла 1434. године оженио се Кантакузином Катарином Бранковић, ћерком деспине Ирине Кантакузин и Ђурађа Бранковића, деспота српског, и сестром султаније Маре Бранковић.
Његов утицај у Краљевини Угарској и Светом Римском царству убрзо је засенио утицај његовог оца,  цар Сигисмунд Луксембуршки 1436. године, прогласио га је за кнеза царства. То је довело до сукоба са аустријском династијом Хабзбурзима, којима су окрњена права као штајерским господарима којима су били потчињени грофови Цељаски, гроф Улрих II се измирио са хабзбуршким краљем Албрехтом II од Немачке, који је грофа Улриха II на кратко време поставио за свог намесника у Чешкој. Након смрти краља Албрехта II 1439. године, гроф Улрих II је преузео на себе заштиту његове удовице краљице Елизабете Луксембуршке и председавао крунисањем њеног малолетног сина краља Ладислава V Постхумног Светом круном Угарске 1440. године.
Уследила је свађа са мађарском племићком породицом Хуњади, огорчени неуспелим нападом војводе Јаноша Хуњадија на Османско царство у бици код Варне 1444. године, — док је гроф Улрих II остао пасиван — и Хуњадијевим одбијањем да призна Улрихово право на Босну након смрти краља Твртка II Котроманића (1443. године). Године 1446. војвода Јанош Хуњади, тада намесник Угарске, заузео је цељске територије у Хрватској-Славонији; међутим, његова моћ је сломљена у Другој бици на Косову 1448. године, и гроф Улрих II је био у могућности да предводи успешан крсташки рат, номинално у интересу Хабзбурга, на Угарску (1450. године).
Године 1452. приморао је цара Фридриха III да му преда дечака краља Ладислава V на чување, чиме је практично постао владар Угарске. Године 1454. његова моћ је повећана његовим наследством огромног богатства његовог оца; а након смрти војводе Јаноша Хуњадија при опсади Београда 1456. године, краљ Ладислав V га је именовао за капетана Угарске, на функцији коју је претходно имао његов ривал.
Улрихов тријумф није потрајао: 8. новембра је са краљем Ладиславом V ушао у београдску тврђаву; сутрадан су га у непознатим околностима убиле присталице сина војводе Јаноша Хуњадија, грофа Ладислава. Са њим је изумрла мушка лоза грофова Цељских. Сахрањен је у Миноритској цркви Свете Марије у Цељу. Похвалу је изговорио познати хуманистички реторичар и прелат Јохан Рот.
На Улрихове поседе су полагали право његова удовица грофица Катарина, његов зет Матија Корвин Хуњади – млађи брат грофа Ладислава Хуњадија – као и гроф Јован од Горице и цар Фридрих III од Аустрије, који је надживео своје ривале.
Улрихове високе амбиције оштро је критиковао Енеја Силвије (каснији папа Пије II), иако су његови списи били политички оријентисани, јер је био лични секретар цара Фридриха III Хабзбурга на врхунцу његовог сукоба са грофом Улрихом II Цељским.
По мајчиној страни, гроф Улрих II је био најближи преживели мушки потомак Франческа I да Карара, господара Падове. Међутим, није познато да је икада поднео захтев за наследство Карара.

## Дипломатија
За разлику од оца грофа Фридриха , гроф Улрих II је био следбеник деде грофа Хермана II и био је уважена фигура у европској политици. Спретно је користио породичне везе Цељске династије. Од цара Жигмунда Луксембуршког добио је назив Римско-немачког кнеза 30. новембра 1436. године. То му је омогућило да се кандидидује за положај царске круне што га је изједначило са Хабзбурговцима. Са својом властелом Цељани су представљали препреку Хабзбурговцима. То су решили једном нагодбом 1443. године.
Гроф Улрих II је имао и претензије да постане намесник Чешке (1438/39. године). Такође је проглашен за наследника краља Стефана Твртка II Котроманића у Босни 1444. године. Са армијом Јана Витовца освојио је и градове у Хрватској и Славонији, то му је омогућило да користи титулу Славонски бан и краљ Далмације и Хрватске 1454. године.
Након смрти краља Албрехта  и пред рођење његовог сина (Ладислава V), Улрих II се борио за туторство. Краљ Ладислав V Посмрче је био Улрихов сестрић и наследник Угарске, Чешке круне и Војводства Аустрије. Тако је гроф Улрих II као његов рођак добио од цара Фридриха  Хабзбуршког 1452. године, старатељство над краљем Ладиславом V током његовог малолетства. Тако је гроф Улрих II је добио власт у Војводству Аустрији а 1456. године, и краљево наместништво (губернатуру) у Угарској.

## Завера и убиство
Са својим политичким амбицијама и положајем грофови Цељски су се сукобили са угарском династијом Хуњади. Постављањем грофа Улриха II за угарског намесника добили су повод да га одстране. У новембру 1456. године, у Београду окупила се велика крсташка војска, да би спречила турски продор даље у Европу. Гроф Улрих II је стигао у Београд заједно са младим краљем Ладиславом V и тамо 9. новембра 1456. године, је постао жртва Ладислава Хуњадија, сина војводе Јаноша Хуњадија.
Грофу Улриху II је била одсечена глава у земунској тврђави и бачена преко зидина према угарској страни. То је оставило и дубоки утисак у Србији и код његовог таста деспота Ђурђа Бранковића.
Убиством грофа Улриха II Цељског, умро је и последњи мушки потомак Цељских грофова. Династија је изумрла а њихово имање је прешло у руке Хабзбурга.
Тело грофа Улриха II лежало је неколико дана у земунској тврђави. Археолози су тамо нашли метални фрагмент са грбом Цељских грофова.
Данас грб Словеније носи и три шестокраке звезде другачијег облика од оригиналних, које би требало да симболизују Цељске грофове.

## Поседи
У време смрти гроф Улрих II је држао око 12 градова, 30 трговишта и 125 двораца: по око 20 у Корушкој, Крањској и Славонији, а остале углавном у Штајерској. Поседовао је око трећине свих двораца у данашњој Словенији у то време.
Неки од његових најважнијих поседа су:

### Замкови и тврђаве
- Дворац Бела Печ (Војводство Крањска, сада у Италији);
- Дворац Чаковец (Угарска краљевина, сада у Хрватској);
- Цељски дворац (жупанија Цеље, сада у Словенији);
- Стари град Ђурђевац (Славонија, сада у Хрватској);
- Дворац Хартнеидстеин (Војводство Корушка, сада у Аустрији);
- Хоенбург (Ортенбург, сада у Аустрији);
- Дворац Костел (Војводство Крањска, сада у Словенији);
- Дворац Кршко (Поход ветрова, сада у Словенији);
- Дворац Ландскрон (Корушка, сада у Аустрији);
- Дворац Лесковец (Поход ветрова, сада у Словенији);
- Дворац Лимберг (Корушка, сада у Аустрији);
- Лобор (Загорска жупанија, сада у Хрватској);
- Дворац Лож (Крањска, сада у Словенији);
- Медведград (Славонија, сада у Хрватској);
- Дворац Метлика (Метличка жупанија, сада у Словенији);
- Дворац Ортенбург (Ортенбург, сада у Аустрији);
- Дворац Ојстрица (жупанија Цеље, сада у Словенији);
- Дворац Ортнек (Крањска, сада у Словенији);
- Бург Перкхтолдсдорф (Аустрија);
- Подсреда (Штајерска, сада у Словенији);
- Дворац Полхов Градец (Крањска, сада у Словенији);
- Дворац Преград (Корушка, сада у Аустрији);
- Самоборски дворац (Славонија, сада у Хрватској);
- Скрад Кастле (Хрватска);
- Дворац Словенска Бистрица (Штајерска, сада у Словенији);
- Смледник (Крањска, сада у Словенији);
- Дворац Сомерег (Ортенбург, сада у Аустрији);
- Дворац Тракошћан (Загорска жупанија, сада у Хрватској);
- Трсат (Хрватска);
- Дворац Велики Табор (Загорска жупанија, сада у Хрватској);
- Замак Вајсенег (Корушка, сада у Аустрији);
- Дворац Жовнек (жупанија Цеље, сада у Словенији);
- Жужемберк (Поход ветрова, сада у Словенији);

### Градови и места
- Бакар (Краљевина Хрватска);
- Бардејов (Краљевина Мађарска, сада у Словачкој);
- Бужим (Славонија, Краљевина Угарска, сада у Босни);
- Цеље (жупанија Цеље, сада у Словенији);
- Чаковец (Мађарска, сада у Хрватској);
- Чрномељ (Метличка жупанија, сада у Словенији);
- Дравоград (Војводство Корушка, сада у Словенији);
- Ђурђевац (Славонија, сада у Хрватској);
- Горњи Град (жупанија Цеље, сада у Словенији);
- Градец (Славонија, сада део Загреба, Хрватска);
- Јесенице (Крањска, сада у Словенији);
- Кочевје (Војводство Крањска, сада у Словенији);
- Копривница (Славонија, сада у Хрватској);
- Кошице (Мађарска, сада у Словачкој);
- Крапина (Славонија, Загорска жупанија, сада у Хрватској);
- Кршко (Марш ветрова, сада у Словенији);
- Крупа (Краљевина Хрватска, сада у Босни);
- Лашко (Војводство Штајерска, сада у Словенији);
- Лепоглава (Загорска жупанија, сада у Хрватској);
- Левоча (Горња Мађарска, сада у Словачкој);
- Лурнфелд (Ортенбург, сада у Аустрији);
- Метлика (Метличка жупанија, сада у Словенији);
- Милштат (Ортенбург, сада у Аустрији);
- Обердраубург (Корушка, сада у Аустрији);
- Патернион (Ортенбург, сада у Аустрији);
- Поважска Бистрица (Горња Мађарска, сада у Словачкој);
- Радовљица (Крањска, сада у Словенији);
- Рибница (Крањска, сада у Словенији);
- Рогатец (Штајерска, сада у Словенији);
- Самобор (Славонија, сада у Хрватској);
- Словенска Бистрица (Штајерска, сада у Словенији);
- Спитал (Корушка, сада у Аустрији);
- Стеничњак (Славонија, сада у Хрватској);
- Шоштањ (жупанија Цеље, сада у Словенији);
- Тренчин (Горња Мађарска, сада у Словачкој;
- Вараждин (Славонија, Загорска жупанија, сада у Хрватској);
- Врбовец (Славонија, сада у Хрватској);
- Вузеница (Штајерска, сада у Словенији);
- Жалец (жупанија Цеље, сада у Словенији).

## Породица
Гроф Улрих II се 20. априла 1434. године, оженио српском принцезом Катарином Бранковић. Била је ћерка српског деспота Ђурађа Бранковића и византијске принцезе Ирине Кантакузин. Овим браком гроф Улрих II је постао пашеног османског султана Мурата II. Гроф Улрих II Цељски и грофица Катарина Бранковић су имали петоро деце, сва су умрла пре својих родитеља:
1. Херман IV Цељски (1439-1452);
2. Ђорђе (око  1444 – 1445);
3. Албрехт († 1448.);
4. Катарина (1441 – 1441), Елизабетина сестра близнакиња;
5. Јелисавета Цељска (1441-1455), Катаринина сестра близнакиња, прва жена краља Матије Корвина Хуњадија од Угарске.

## Породично стабло
|  |                        |  |  |  |  |  |  |  |  |  |  |  |  |  |  |  |
|  | 2. Фридрих II Цељски   |  |  |  |  |  |  |  |  |  |  |  |  |  |  |  |
|  |                        |  |  |  |  |  |  |  |  |  |  |  |  |  |  |  |
|  |                        |  |  |  |  |  |  |  |  |  |  |  |  |  |  |  |
|  | 1. Улрих II Цељски     |  |  |  |  |  |  |  |  |  |  |  |  |  |  |  |
|  |                        |  |  |  |  |  |  |  |  |  |  |  |  |  |  |  |
|  |                        |  |  |  |  |  |  |  |  |  |  |  |  |  |  |  |
|  | 3. Елизабета Франкопан |  |  |  |  |  |  |  |  |  |  |  |  |  |  |  |
|  |                        |  |  |  |  |  |  |  |  |  |  |  |  |  |  |  |
|  |                        |  |  |  |  |  |  |  |  |  |  |  |  |  |  |  |